# Hellegat

Le Hellegat en Hollande-Méridionale est l'endroit où la Diep Hollands se sépare en deux pour former le Haringvliet et le Volkerak.
Il se situe entre Goeree-Overflakkee, Hollande-Méridionale et Hoeksche Waard, Brabant-Septentrional.
Le nom ("trou de l'enfer") se réfère aux dangereux courants de marée tourbillonnants qui ont fait chavirer de nombreux navires.
Dans le cadre des travaux du plan Delta le barrage du Volkerakdam entre l’île de  Goeree-Overflakkee et le Brabant-Septentrional passe par cet endroit où une île artificielle a été construite le Hellegatsplein pour servir d’échangeur routier et de là le pont du Haringvliet relie Hoeksche Waard.